# Garennes-sur-Eure
Garennes-sur-Eure là một xã thuộc tỉnh Eure trong vùng Normandie miền bắc nước Pháp.